# Jack Clough
John Holden „Jack“ Clough (* 17. Oktober 1909 in Bolton; † 23. Februar 1980) war ein englischer Fußballschiedsrichter. Als einziger Ausländer pfiff er ein Finalspiel der Coupe de France.

## Sportlicher Werdegang
Clough leitete spätestens nach Ende des Zweiten Weltkriegs Spiele in der First Division, zudem stand er als Spielleiter bei Wettbewerben der englischen Football Association auf dem Spielfeld. Mitte der 1950er Jahre rückte er in den Kreis der internationalen Schiedsrichter auf und pfiff Länderspiele. Nach seinem Debüt im Mai 1954 bei einem Freundschaftsspiel zwischen Schottland und Norwegen, das George Hamilton mit dem Treffer zum 1:0-Endstand zugunsten der im Glasgower Hampden Park gastgebenden Briten entschied, folgten später Pflichtspiele im Rahmen der Qualifikation für die WM-Endrunde 1958 und diverser Austragungen der British Home Championships.
1957 folgte Clough einer Einladung der Fédération Française de Football, die zum 40-jährigen Bestehen des nationalen Pokalwettbewerbs einen Spielleiter aus dem „Mutterland des Fußballs“ erwünschte, und pfiff das Finalspiel um die Coupe de France 1956/57. Das Aufeinandertreffen des FC Toulouse und des SCO Angers im Stade Olympique Yves-du-Manoir avancierte unter seiner Leitung zum mit neun Treffern bis dato torreichsten Finale in der Geschichte des Wettbewerbs, der FC Toulouse holte mit einem 6:3-Erfolg den einzigen Pokaltriumph in seiner bis zur Auflösung 1967 andauernden Vereinsgeschichte.
Auch in England wurde Clough mit der Leitung eines nationalen Finalspiels betraut, im FA Cup 1958/59 stand er neben Nottingham Forest und Luton Town im Endspiel im Wembley-Stadion auf dem Rasen. Nottingham Forest holte sich dabei durch einen 2:1-Erfolg nach früher 2:0-Führung den zweiten Pokaltitel der Vereinsgeschichte. Zuvor hatte er 1956 das Manchester Derby zwischen Manchester United und Manchester City im Spiel um den FA Charity Shield geleitet, bei dem sich Meister United gegen den Pokalsieger (Genickbruch Bert Trautmanns im Finalspiel gegen Birmingham City) durchsetzte.